# Karen Steele
Karen Steele (Honolulu, 20 marzo 1931 – Kingman, 12 marzo 1988) è stata un'attrice statunitense.

## Biografia
Apparsa in 60 pellicole tra cinema e televisione, è ricordata in particolare per aver recitato in Marty, vita di un timido, in L'albero della vendetta e in Star Trek. Morì di cancro all'età di 56 anni, nel 1988.

## Filmografia parziale

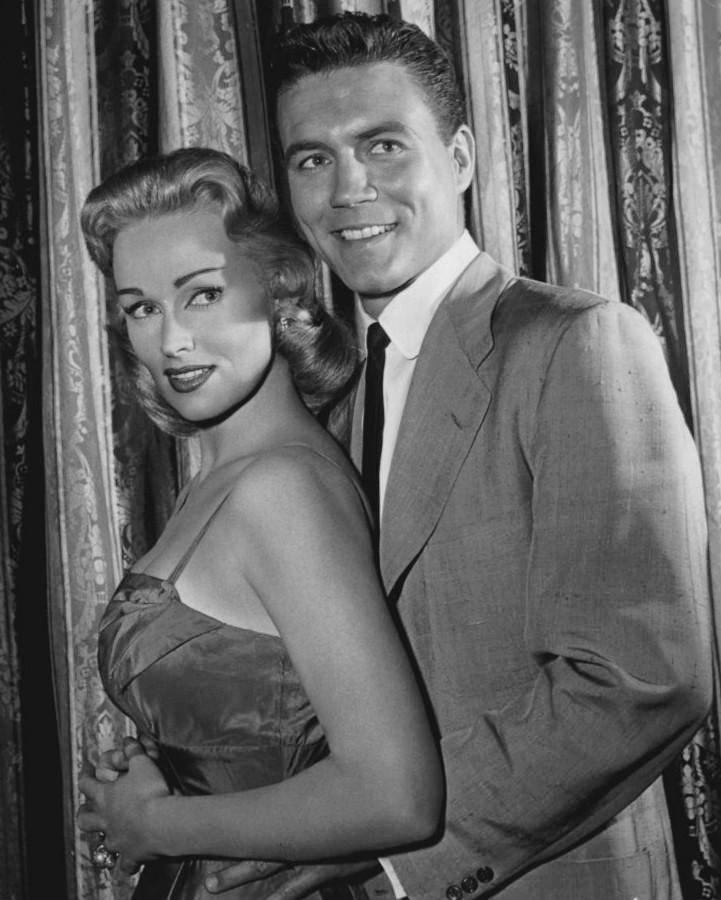
Karen Steele con Roger Smith nella serie televisiva Indirizzo permanente (1959)

### Cinema
- Marty, vita di un timido (Marty), regia di Delbert Mann (1955)
- Soli nell'infinito (Toward the Unknown), regia di Mervyn LeRoy (1956)
- Cacciatori di squali (The Sharkfighters), regia di Jerry Hopper (1956)
- Uomini catapulta (Bailout at 43,000), regia di Francis D. Lyon (1957)
- Decisione al tramonto (Decision at Sundown), regia di Budd Boetticher (1957)
- L'oro della California (Westbound), regia di Budd Boetticher (1957)
- L'albero della vendetta (Ride Lonesome), regia di Budd Boetticher (1959)
- Jack Diamond gangster (The Rise and Fall of Legs Diamond), regia di Budd Boetticher (1960)
- 20 chili di guai!... e una tonnellata di gioia (40 Pounds of Trouble), regia di Norman Jewison (1962)
- Cyborg anno 2087 - Metà uomo, metà macchina... programmato per uccidere (Cyborg 2087), regia di Franklin Adreon (1966)
- Morte di un commesso viaggiatore (Death of a Salesman), regia di Alex Segal (1966) - film TV
- Lieto fine (The Happy Ending), regia di Richard Brooks (1969)

### Televisione
- Stage 7 – serie TV, episodio 1x20 (1955)
- Climax! – serie TV, 2 episodi (1955-1957)
- The Millionaire – serie TV, 2 episodi (1956-1958)
- Conflict – serie TV, episodio 1x18 (1957)
- Maverick – serie TV, 2 episodi (1957-1959)
- Hawaiian Eye – serie TV, episodio 1x04 (1959)
- Indirizzo permanente (77 Sunset Strip) – serie TV, 3 episodi (1959-1960)
- Tightrope – serie TV, episodio 1x33 (1960)
- The Alaskans – serie TV, 3 episodi (1960)
- Bourbon Street Beat – serie TV, episodio 1x39 (1960)
- Ispettore Dante (Dante) – serie TV, episodio 1x24 (1961)
- Corruptors (Target: The Corruptors) – serie TV, episodio 1x02 (1961)
- Follow the Sun – serie TV, episodio 1x12 (1961)
- Surfside 6 – serie TV, episodi 1x24-2x21 (1961-1962)
- Laramie – serie TV, 2 episodi (1961-1962)
- Gli uomini della prateria (Rawhide) – serie TV, episodio 4x16 (1962)
- A Man Called Shenandoah – serie TV, episodio 1x11 (1965)
- Branded – serie TV, episodio 2x04 (1965)
- The Wackiest Ship in the Army – serie TV, episodio 1x01 (1965)
- Star Trek – serie TV, episodio 1x07 (1966)
- Squadra speciale anticrimine (The Felony Squad) – serie TV, episodi 1x19-1x20 (1967)

## Doppiatrici italiane
- Rosetta Calavetta in Decisione al tramonto, L'albero della vendetta, Marty vita di un timido
- Micaela Giustiniani in L'oro della California
- Dhia Cristiani in Jack Diamond gangster